# Aaron Ogden
Aaron Ogden, ameriški odvetnik, politik in uradnik, * 3. december 1756, Elizabeth, New Jersey, † 19. april 1839, Jersey City, New Jersey.
Ogden je bil senator ZDA iz New Jerseyja (1801–1803) in guverner New Jerseyja (1812–1813).